# Verdener Brunnen

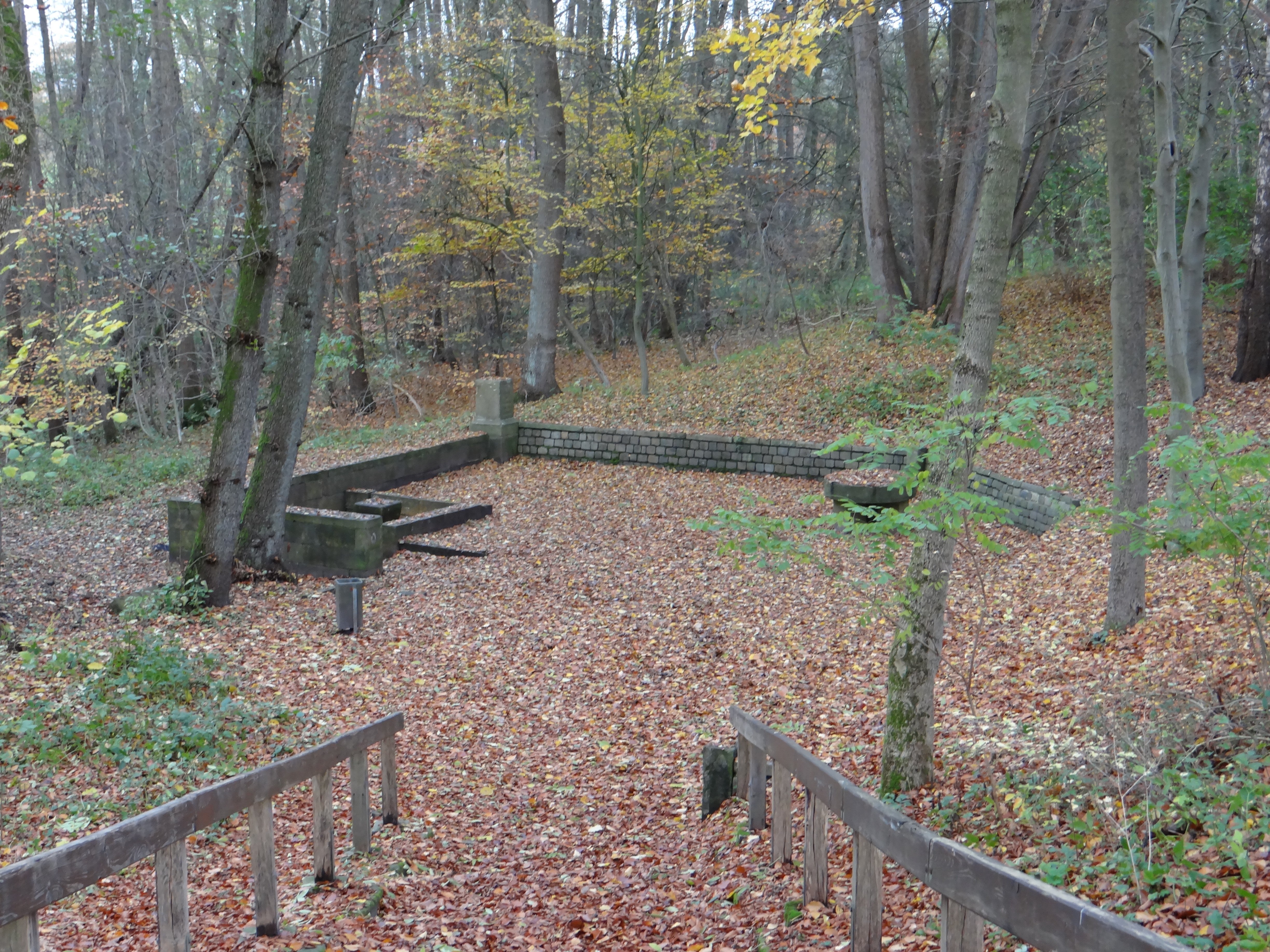
Gesamtansicht des Areals im November 2015

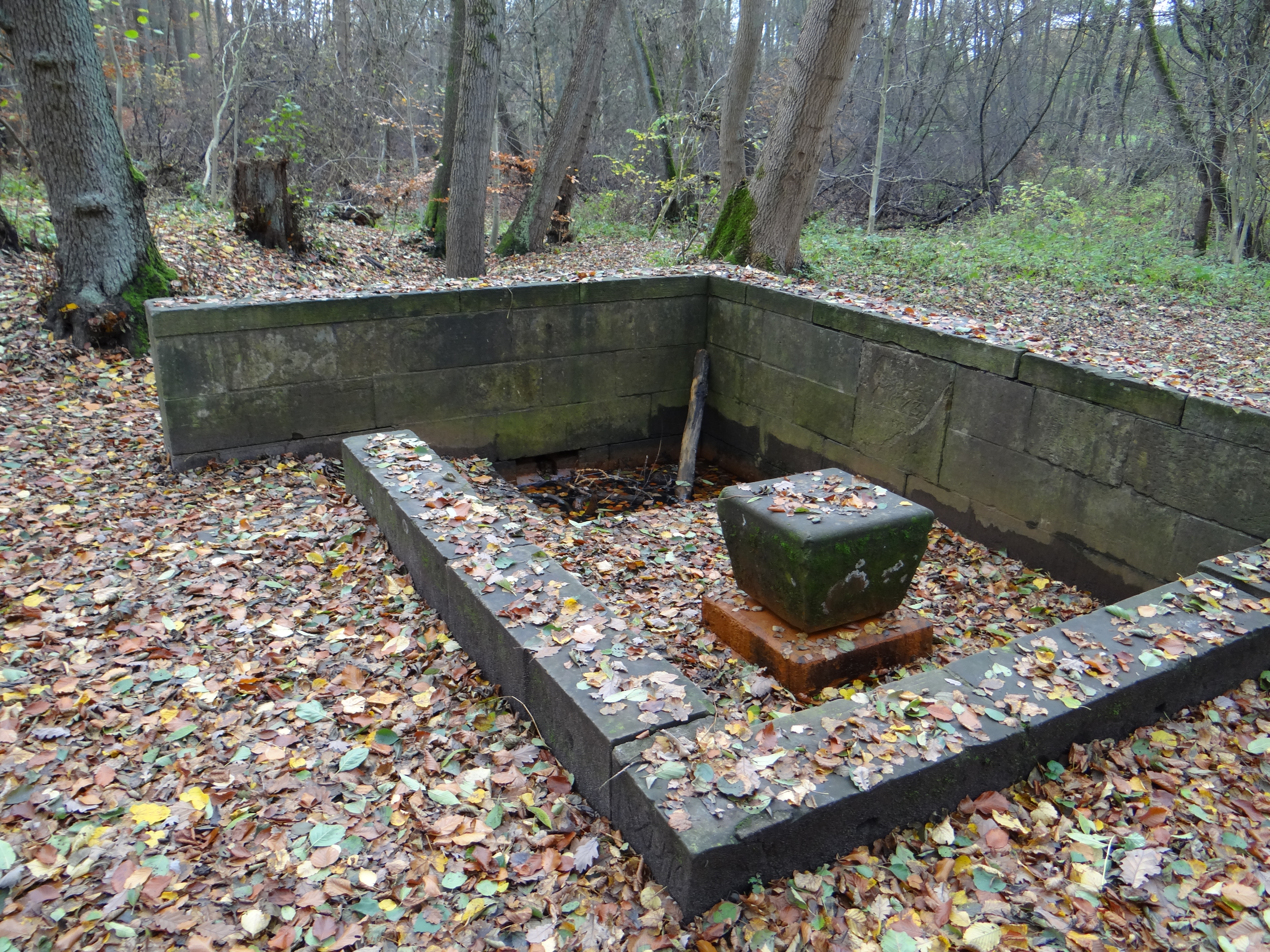
Detailansicht der eingefassten Quelle im November 2015

Der Verdener Brunnen ist eine Quelle in der niedersächsischen Kreisstadt Verden. Sie liegt im Nordosten des Stadtgebietes in einem weitläufigen Waldgebiet im Tal des Halsebaches unweit des Naturschutzgebietes Verdener Dünen.

## Geschichte

### Erste Entwicklungen
Ihre erste urkundliche Erwähnung fand die Quelle im Jahre 1670. Der Legende nach stillte 1744 ein an Magenkrämpfen leidender Mann auf dem Heimweg seinen Durst an dem damals aus einem Sandhügel sprudelnden Rinnsal. Je mehr er trank, desto besser fühlte er sich und seine Leiden schwanden. Dieser Vorfall rückte die Quelle in das Interesse von Ärzten.

### Verden als Kurort
1768 wurde der in Hannover ansässigen Königlichen Großbritannischen Kammer des Kurfürstentums Braunschweig-Lüneburg die angeblich heilende Wirkung des Wassers erläutert. In späteren Jahren führte Johann Friedrich Westrumb vor Ort eingehende chemische Analysen durch und kam zu dem Schluss, dass es sich um ein „schwach erdig-salinisches Eisenwasser“ handelte, das eine Temperatur von 4,5 Grad Réaumur (≙ 5,6 Grad Celsius) aufweise. Er gab auch die Zusammensetzung des Wassers an und bezog sich dabei auf 16 Unzen (≙ 453,59 Gramm). Diese Untersuchung ergab folgende Ergebnisse:
| Bezeichnung 1845         | Heutige Bezeichnung                | Summenformel           | Anteil in Gramm |
| Chlornatrium             | Natriumchlorid                     | NaCl                   | 0,100           |
| Chlorcalcium             | Calciumchlorid                     | CaCl2                  | 0,175           |
| Schwefelsaures Natron    | Natriumsulfat                      | Na2SO4                 | 0,325           |
| Schwefelsaure Talkerde   | Magnesiumsulfat                    | MgSO4                  | 0,175           |
| Kohlensaure Kalkerde     | Calciumcarbonat                    | CaCO3                  | 0,850           |
| Kohlensaures Eisenoxydul | Eisen(II)-carbonat                 | FeCO3                  | 0,100           |
| Kieselerde               | Siliciumdioxid                     | SiO2                   | 0,037           |
| Extractivstoff           | organischer Destillationsrückstand | —                      | 0,050           |
| Summe Festbestandteile   | Summe Festbestandteile             | Summe Festbestandteile | 1,637           |
| Kohlensaures Gas         | Kohlenstoffdioxid                  | CO2                    | 4,0 cm³         |

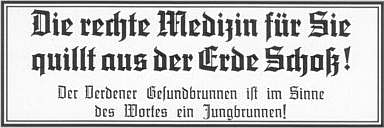
Auszug aus einer Werbeanzeige im Hannoverschen Magazin um 1820

Seitens des Mediziners Karl Christian Matthaei wurde darauf hingewiesen, dass Mineralwässer dieser Zusammensetzung vor allem bei Gicht, Rheuma, Ischias-Schmerzen und Brustbeschwerden lindernd wirken würden. Der Verdener Hofmedicus Gerhard Matthäus Friedrich Brawe ließ die Quelle mit Quadersteinen einfassen und 1784 erste Übernachtungsmöglichkeiten errichten. Bereits in der ersten Saison konnten etwa 650 Kurgäste verzeichnet werden. Im Laufe der Jahre entstanden auf dem Areal mehrere Bade- und Gesellschaftshäuser sowie Wandelalleen und weitere Unterkünfte. Auf eigenen Bühnen wurden Theatergastspiele dargeboten und Tanzabende organisiert. Der Badebetrieb nahm stetig zu. Darüber hinaus eröffnete bald ein konzessioniertes Casino, das sich insbesondere unter den Offizieren der nahe gelegenen Garnisonskaserne großer Beliebtheit erfreute. Ab 1801 wirkte Matthaei an der Verdener Quelle als Balneologe. Seine Blütezeit erlebte der Brunnen in den 1820er und 1830er Jahren, als die Bettenkapazität auf ungefähr 100 stieg. Von der Stadt Verden geschaltete Anzeigen im Hannoverschen Magazin warben nun offiziell für die Quelle, die publikumswirksam als „Gesundbrunnen“ betitelt wurde, und die medizinische Fakultät der Georg-August-Universität Göttingen sowie Ärzte aus dem ganzen Königreich Hannover priesen die Heilkraft des Wassers. Zu den Gästen zählten namhafte Persönlichkeiten aus allen Regionen des Deutschen Bundes – darunter zahlreiche Kommerzien- und Geheimräte, aber auch der Nachwuchs Bremer Kaufmannsfamilien. Verden war kurz davor, sich zu einem mondänen Kurbad zu entwickeln.

### Niedergang
Es wird gemutmaßt, dass sich viele Soldaten beim Glücksspiel verschuldeten oder im Wald zu viele Duelle ausgetragen wurden. Gesichert ist, dass den Offizieren ab 1837 der Aufenthalt in den Anlagen des Gesundbrunnens untersagt war – dies führte noch im gleichen Jahr zur Schließung des Casinos. Das Heilbad verlor somit seinen Unterhaltungswert. 1847 oder 1850 musste das Anwesen verkauft werden und spätestes 1852 waren die Gebäude abgerissen. Einzig eine Gaststätte blieb erhalten, deren Besitzer bis 1926 mehr als ein Dutzend Mal wechselten. Dann wurde sie von einem Eltern- und Lehrerverein in Eigenarbeit zum noch heute bestehenden „Schullandheim Verdener Brunnen“ umgebaut.
In den 1920er Jahren installierte eine Bremer Firma eine Abfüllanlage. Täglich wurden mehr als 25.000 Flaschen des Mineralwassers abgefüllt und in alle Welt versandt – unter anderem auch an den Norddeutschen Lloyd, der sie beispielsweise an Bord seiner Auswandererschiffe in die Vereinigten Staaten mitführte. Infolge von Grundwasserabsenkungen, die vermutlich aus dem Abpumpen des Geestwassers durch die Stadt Bremen resultieren, ist der Brunnen heutzutage zumeist versiegt. Darüber hinaus ist das Wasser nicht mehr genießbar. Ein Gedenkstein erinnert an die Verdienste Brawes und trägt die Aufschrift:
Dem

Andenken

des

sel. Hofmed.

Brawe

gewidmet